# Télécabine de l'Olympe
Ne doit pas être confondu avec Téléphérique de l'Olympique.
La télécabine de l'Olympe est une télécabine de France située dans les Alpes, en Savoie. Reliant Brides-les-Bains à la station de Méribel via les Allues en trois sections, elle est intégrée aux remontées mécaniques du domaine skiable des Trois Vallées. Elle entre en service en 1991 à l'occasion des Jeux olympiques d'hiver de 1992 afin d'offrir une meilleure accessibilité aux stations de sports d'hiver de Méribel et Méribel-Mottaret depuis le bas de la vallée, en complément de la route départementale 90. Rénovée en 2021, elle comporte 133 cabines d'une capacité de six places chacune

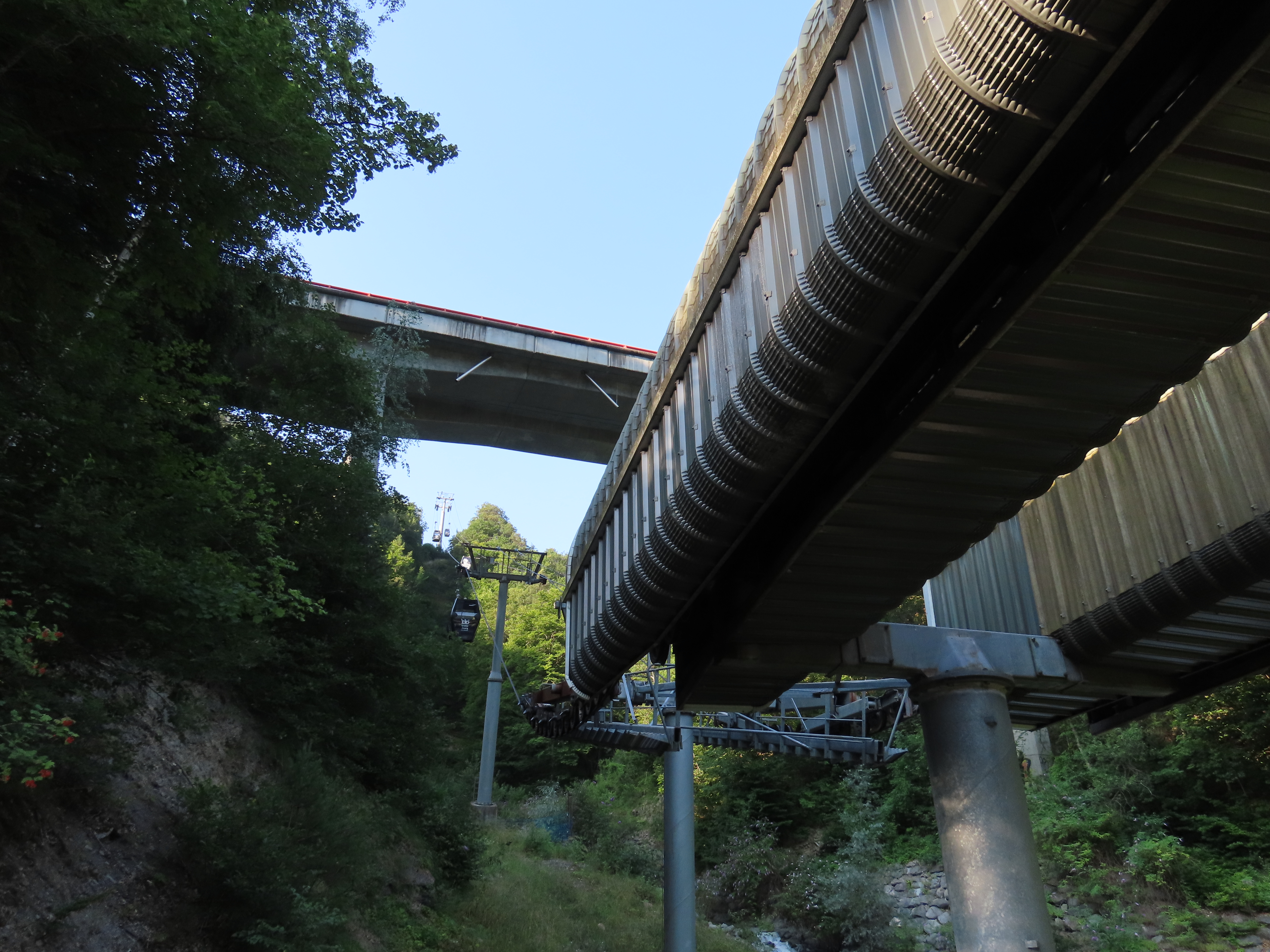
Le début de la télécabine passant sous le pont de la route départementale 915 à Brides-les-Bains.

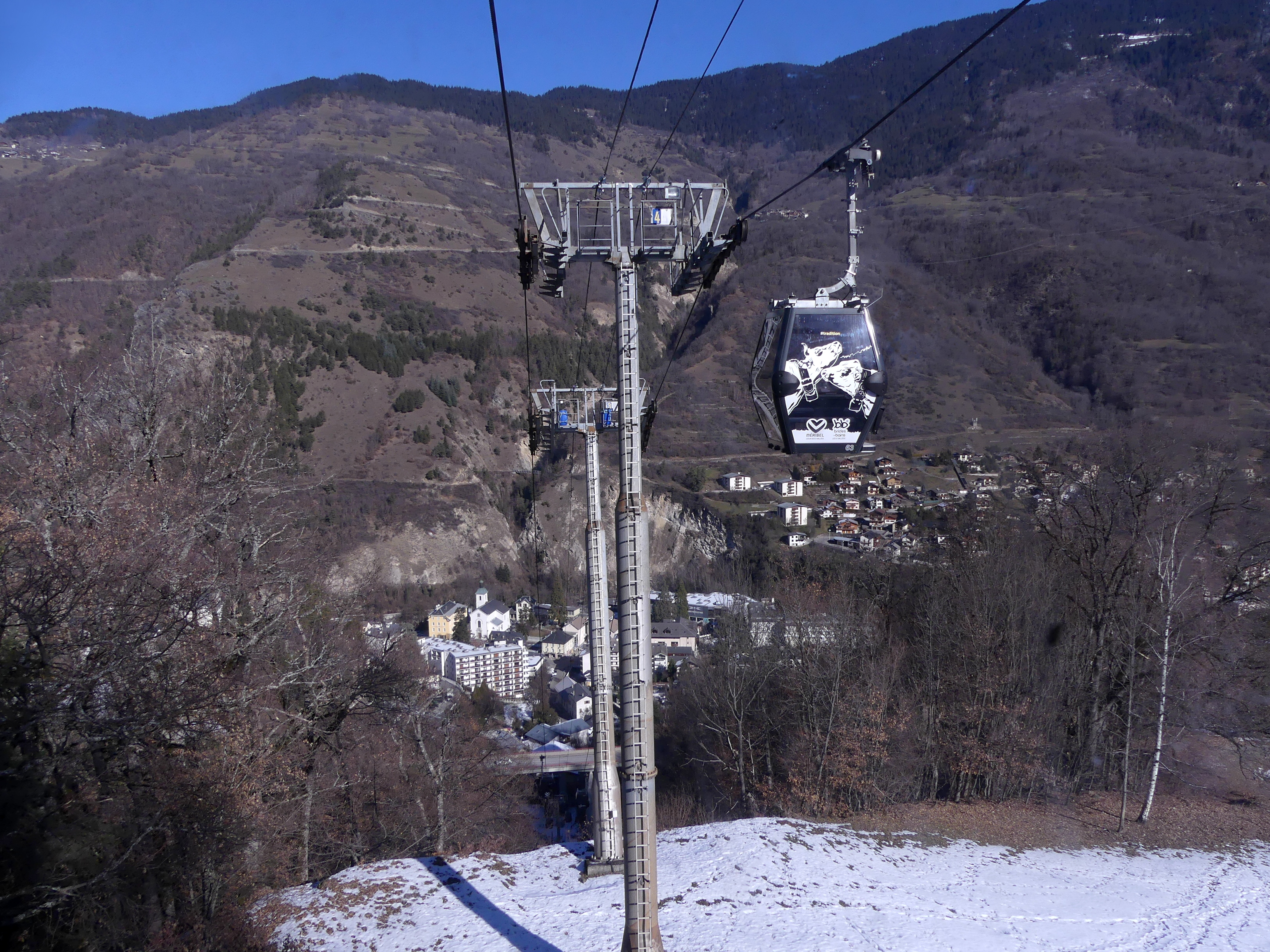
Vue de Brides-les-Bains depuis la télécabine.

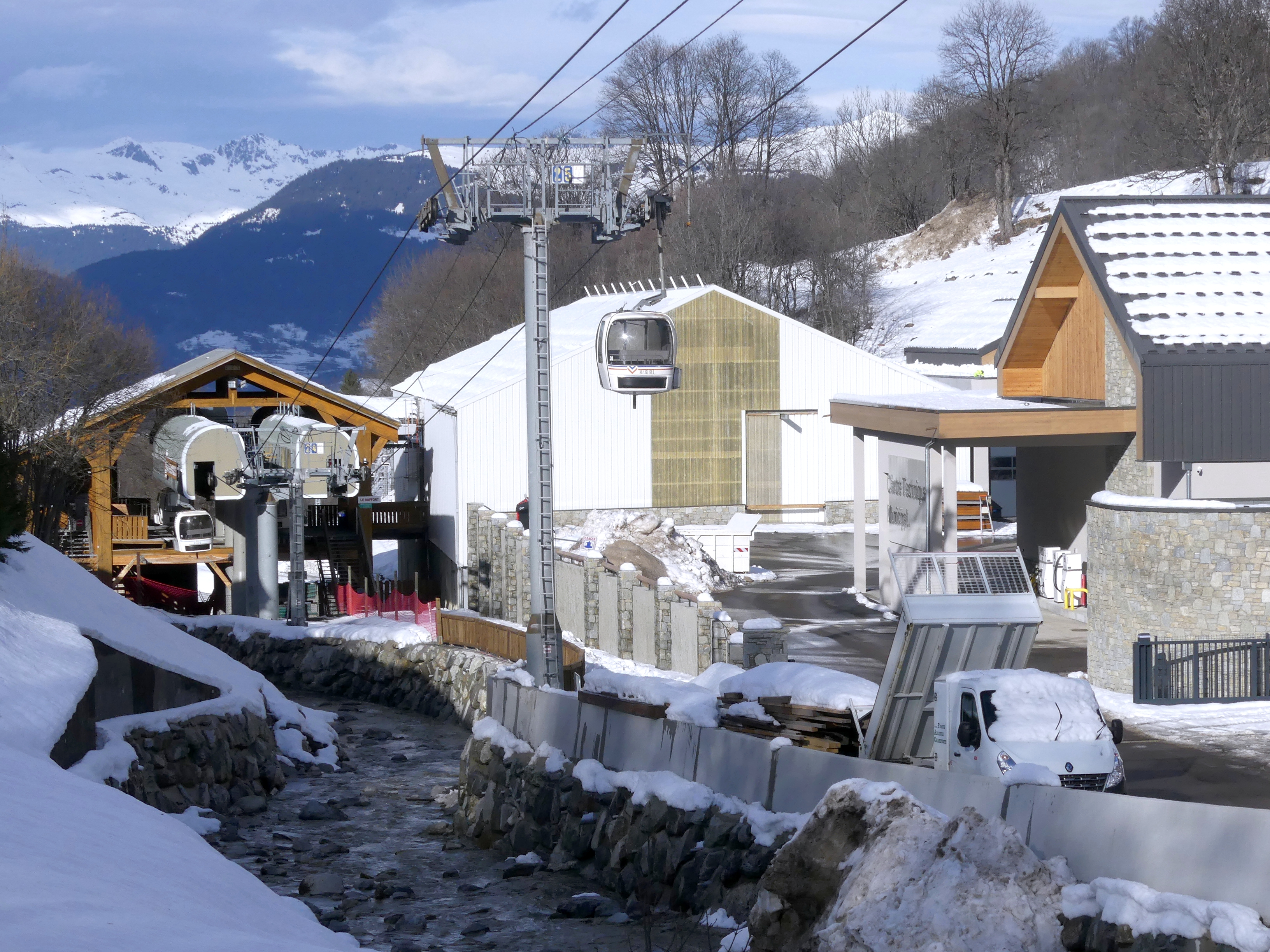
Début de la troisième et dernière section de la télécabine à la gare intermédiaire du Raffort au-dessus du Doron des Allues.

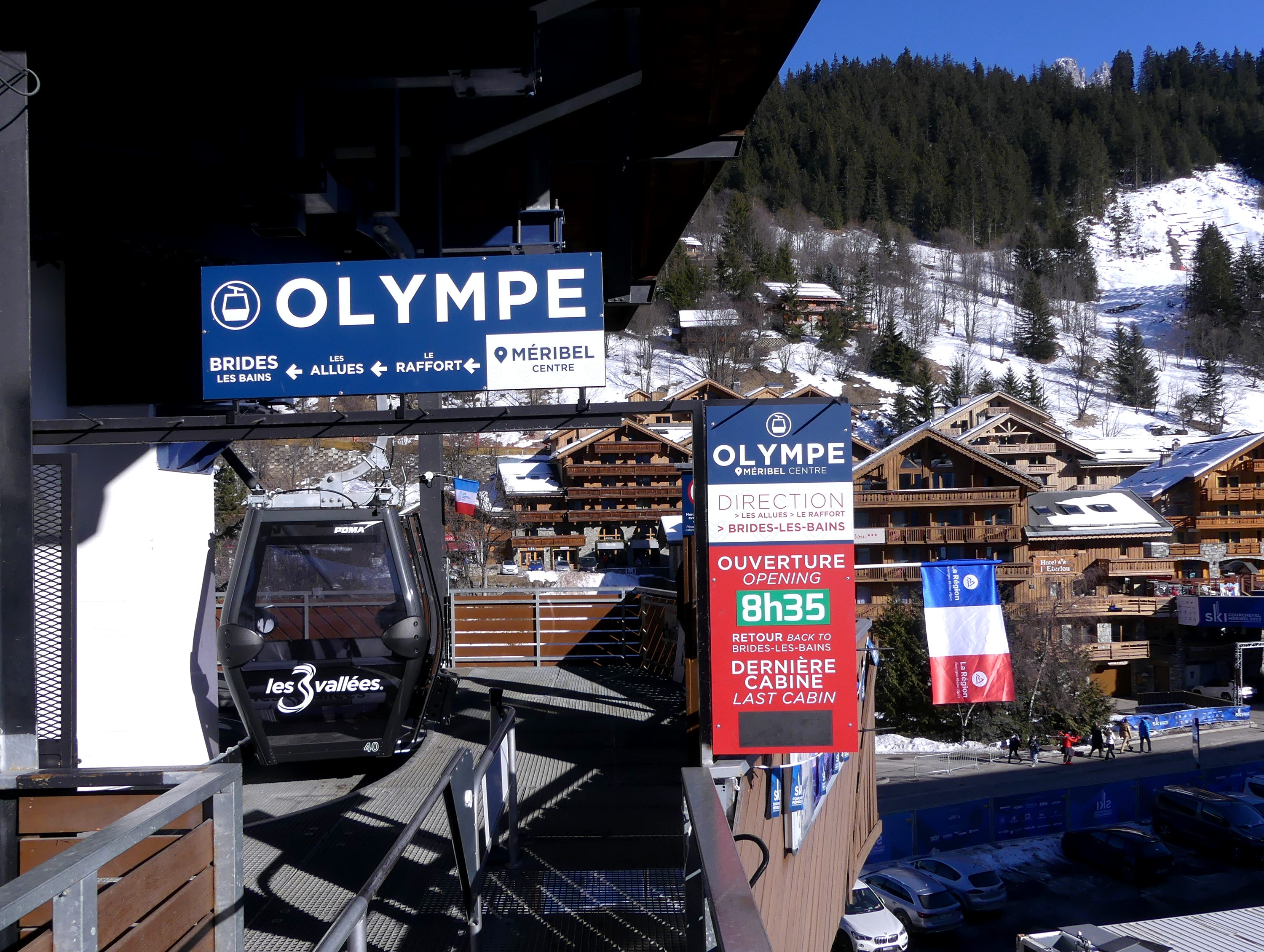
Arrivée de la télécabine à Méribel.